# Barr & Stroud

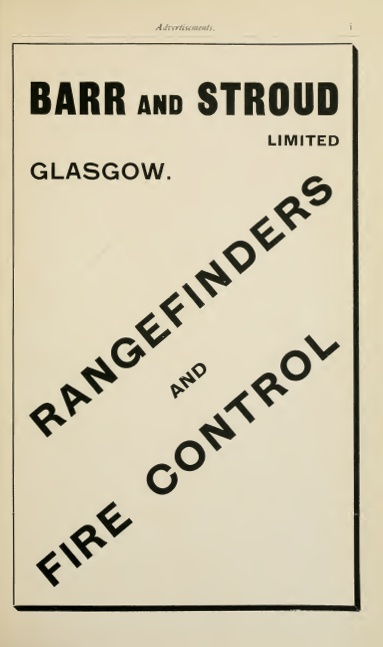
Реклама далекомірів і системи управління вогнем артилерії бойових кораблів (1915).

Бар і Струд (англ. Barr & Stroud Limited) — британське (шотландське) інженерне комерційне товариство.
Товариство з обмеженою відповідальністю засноване Арчибальдом Барром і Вільямом Струдом у 1913 році. Штаб-квартира розташована у Глазго. Товариство виробляло оптичні пристрої та обладнання, яке широко використовувалося на морських кораблях. Також було налагоджене пізніше виробництво систем управління вогнем, а також ряд комерційних продуктів, таких як біноклі.